# Wydminy (gmina)
Wydminy est une gmina rurale du powiat de Giżycko, Varmie-Mazurie, dans le nord de la Pologne. Son siège est le village de Wydminy, qui se situe environ 20 km à l'est de Giżycko et 104 km à l'est de la capitale régionale Olsztyn.
La gmina couvre une superficie de 233,46 km2 pour une population de 6 650 habitants.

## Géographie
La gmina inclut les villages de Berkowo, Biała Giżycka, Cybulki, Czarnówka, Dudka, Ernstowo, Franciszkowo, Gajrowskie, Gawliki Małe, Gawliki Wielkie, Gębałki, Grądzkie, Grodkowo, Hejbuty, Kowalewskie, Krzywe, Łękuk Mały, Malinka, Mazuchówka, Okrągłe, Orłowo, Pamry, Pańska Wola, Pietrasze, Radzie, Ranty, Róg Orłowski, Rostki, Rydze, Siedliska, Siejba, Siemionki, Skomack Mały, Sucholaski, Szczepanki, Szczybały Orłowskie, Talki, Wężówka, Wólka Cybulska et Zelki.
La gmina borde les gminy de Giżycko, Kruklanki, Miłki, Orzysz, Stare Juchy et Świętajno.